# Charles-Jean-Baptiste Bouc
Pour les articles homonymes, voir Bouc (homonymie).
Charles-Jean-Baptiste Bouc (25 novembre 1766 – 30 novembre 1832) fut un marchand et homme politique fédéral du Bas-Canada.
Il est né Charles-Baptiste Bouc Terrebonne, Québec, le fils d'un marchand. Il s'est impliqué dans le commerce du grain et de la fourrures, ainsi que de prêter de l'argent. En 1785, il a épousé Archange Lepage. Il a hérité des bétail et des biens de son père. En 1796, il fut élu à l'Assemblée législative du Bas-Canada pour Effingham. Il a été reconnu coupable d'avoir fraudé un agriculteur de blé local en 1799 et il a été emprisonné et puis expulsé de son siège à la chambre. En 1800, Bouc a été élu à nouveau mais a été expulsé. Bouc a été élu dans les partielles et expulsé deux fois de plus. Alexis Caron, un avocat, qui plus tard a été élu à l'Assemblée législative pour Surrey, représenté Bouc. En avril 1802, l'Assemblée a adopté un projet de loi ayant pour but d'empêcher Bouc a jamais siéger à l'Assemblée. Pierre-Amable de Bonne et les membres du Parti bureaucrate ont soutenu l'expulsion de Bouc. De nombreux membres du parti canadien s'oppose à ces actions. Angus Shaw a été élu pour Effingham après que Bouc a été expulsé pour la dernière fois.
Bouc a continué d'être une figure de proue de la Communauté jusqu'à ce qu'il a été reconnu coupable de pratiques traîtresses en 1807, puis pour fraude et vol en 1811. Il a été obligé de se retirer des affaires et de vendre certains de ses biens pour couvrir ses dettes. Il mourut à Terrebonne en 1832.
Son fils Séraphin, devenue un fermier, et a été élu à l'Assemblée législative pour Terrebonne.